# Betchworth
Betchworth es una localidad situada en el condado de Surrey, en Inglaterra (Reino Unido). Según el censo de 2011, tiene una población de 1052 habitantes.
Está ubicada en el centro de la región Sudeste de Inglaterra, cerca de la ciudad de Guildford —la capital del condado y de la región— y a poca distancia al sur del río Támesis y de Londres.